# Ravnthu
Ravnthu Thefrinai  est une femme étrusque, originaire de Tarquinia, épouse de Velthur le Grand, ayant probablement vécu vers la fin du Ve siècle av. J.-C.

## Biographie
Ravnthu appartient à deux des plus importantes familles de Tarquinia, à celle des Thefrinai par sa naissance et à celle des Spurinna par mariage.
À sa mort, elle a été déposée dans la tombe des Spurinna, dite Tombe « de l’Ogre », où elle est représentée dans une niche sur le fond d'un paysage, habillée d'une tunique blanche, étendue lors du banquet avec son mari Velthur le Grand, qui avait commandé deux armées contre Syracuse. Elle est dite ati nacnuva, peut-être « mère très chère » ou « grand-mère ».
Elle est la tante de Avle, le héros de Tarquinia qui affronta Rome et en fut victorieux, et de Vélia Spurinna.